# Gare d’Anor
Gare d’Anor vasútállomás Franciaországban, Anor településen.

## Vasútvonalak
Az állomást az alábbi vasútvonalak érintik:
- La Plain-Hirson-vasútvonal
- Fives-Hirson-vasútvonal

## Kapcsolódó állomások
A vasútállomáshoz az alábbi állomások vannak a legközelebb:
- Gare de Fourmies
- Gare d’Hirson-Écoles
- Gare d’Hirson